# Dysdera algarvensis
Espèce
Dysdera algarvensis est une espèce d'araignées aranéomorphes de la famille des Dysderidae.

## Distribution
Cette espèce est endémique d'Algarve au Portugal,. Elle se rencontre vers São Brás de Alportel.

## Description
Le mâle holotype mesure 6,0 mm et les femelles de 7,3 à 10,0 mm.

## Systématique et taxinomie
Cette espèce a été décrite par Wunderlich en 2023.

## Étymologie
Son nom d'espèce, composé de algarv[e] et du suffixe latin -ensis, « qui vit dans, qui habite », lui a été donné en référence au lieu de sa découverte, l'Algarve.

## Publication originale
- Wunderlich, 2023 : « Contribution to the spider (Araneida) fauna of the Algarve, Portugal, with notes on the phylogeny of the superfamily Araneoidea and the description of the new araneoid family Fonteferridae. » Beiträge zur Araneologie, vol. 16, p. 4-112 & 231-233.